# XGP
XGP var en konsol som utvecklades av Gamepark fram till dess att företaget gick i konkurs den 3 mars 2007. XGP är även namnet på mindre och något enklare konsoler som ingår i samma serie, de mindre varianterna heter XGP-Mini respektive XGP-Kids. Gemensamt för de tre konsolerna är att de alla har en processor av ARM-typ samt använder sig av Secure Digital-minneskort.